# Fu’ad ar-Rikabi

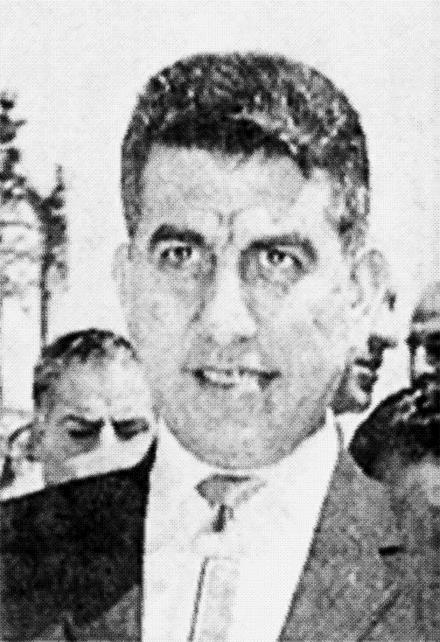

Fu’ad ar-Rikabi (ur. 1931 w An-Nasirijji, zm. w listopadzie 1971) – iracki polityk, jeden z pierwszych przywódców irackiego oddziału partii Baas.

## Życiorys

### Wczesna działalność
Był szyitą. Uzyskał wykształcenie wyższe inżynierskie w Bagdadzie. Według niektórych źródeł był twórcą pierwszych komórek partii Baas w Iraku, które utworzył w 1951 i od tegoż roku kierował organizacją jako sekretarz generalny Przywództwa Regionalnego. Według innego źródła partia Baas w Iraku działała już od czterech lat, gdyż aktywiści z tego kraju byli obecni na jej kongresie założycielskim w Damaszku i po powrocie do kraju założyli pierwsze struktury. Z pewnością natomiast w 1951 ar-Rikabi stał na jej czele.

### 1951-1958
Osobiście prowadził rekrutację nowych działaczy, początkowo głównie spośród szyitów. Kierowana przez niego partia pierwszy raz wzięła udział w publicznych protestach antyrządowych w 1952. W 1955 baasiści brali udział w protestach po utworzeniu Paktu Bagdadzkiego; po tych wydarzeniach 22 przywódców organizacji, na czele z ar-Rikabim, zostało aresztowanych. Z kolei w 1957 przystąpiła do Frontu Jedności Narodowej, opozycyjnego względem rządu Nuriego as-Sa’ida. Front był luźną koalicją grupy partii o profilu demokratycznym i lewicowym, domagającą się respektowania w Iraku zasad demokracji, poszanowania konstytucji, zachowania neutralności, opuszczenia Paktu Bagdadzkiego oraz zniesienia stanu wyjątkowego. Wstępując do Frontu, partia Baas była nadal organizacją o marginalnym zasięgu; liczyła mniej niż 300 członków. Programowo różniła się od macierzystej organizacji powstałej w Syrii, akcentowała bowiem panarabizm zdecydowanie silniej niż socjalizm, który był znacznie mniej istotną i mniej sprecyzowaną częścią jej programu.
Partia Baas poparła rewolucję iracką r. 1958. Bezpośrednio po objęciu władzy przez rząd kierowany przez Abd al-Karima Kasima znacząco wzrosła liczba jej członków i sympatyków. W gabinecie Kasima ar-Rikabi został ministrem zaopatrzenia. Zrezygnował jednak ze stanowiska, gdy Kasim otwarcie zrezygnował z prowadzenia polityki panarabskiej, odrzucił sugestię Michela Aflaka, by przyłączyć się do Zjednoczonej Republiki Arabskiej, a także usunął z rządu wicepremiera Abd as-Salama Arifa. Nie był on wprawdzie członkiem partii Baas, jednak sympatyzował z niektórymi elementami jej programu, w tym z panarabizmem.

### Zamach na Kasima, emigracja i usunięcie z partii
Rozczarowani polityką Kasima, iraccy baasiści zdecydowali się podjąć próbę zamordowania go. Zamach nie powiódł się. Stało się to przyczyną rządowych represji względem partii; ar-Rikabi zbiegł przed nimi do Syrii, przekazując kierownictwo w organizacji Alemu Salihowi as-Sadiemu. Na emigracji w Syrii, a następnie w Libanie, ar-Rikabi zaczął sympatyzować z naseryzmem i publicznie krytykować politykę prowadzoną przez partię w Iraku. Dawnym współpracownikom zarzucał porzucenie idei, na których opierał się baasizm. W rezultacie w 1961 został oficjalnie usunięty z organizacji.

### Dalsza działalność
Razem z Abd Allahem ar-Rimawim ar-Rikabi utworzył w Iraku odrębną naserystowską partię. W listopadzie 1964, gdy samodzielne rządy w Iraku sprawował już od roku Abd as-Salam Arif, został przez niego wyznaczony na stanowisko ministra rolnictwa. Sprawował je do maja roku następnego, gdy złożył dobrowolną dymisję.
W 1971, trzy lata po zamachu stanu, po którym partia Baas zaczęła sprawować w Iraku autorytarne rządy, został aresztowany. Według oficjalnej wersji zginął w więzieniu zamordowany przez współosadzonych; pojawiały się jednak sugestie, że w istocie zginął na polecenie baasistowskich władz.